# Zeevaartkunde

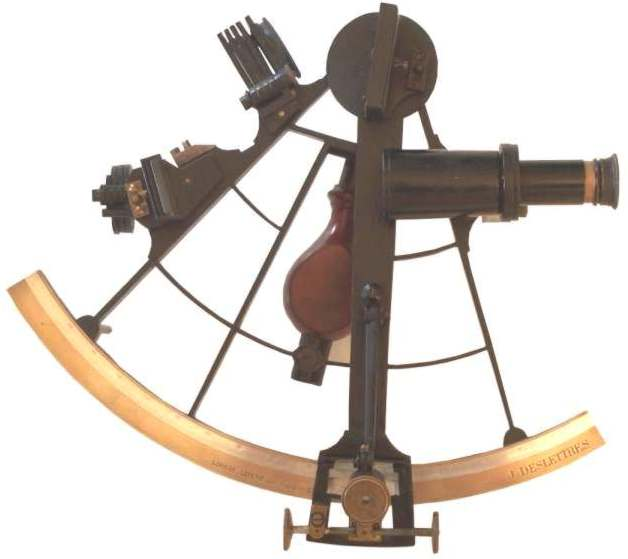
Sextant.

Zeevaartkunde of nautiek is de wetenschap die zich bezighoudt met de praktische en theoretische stuurmanskunst om op een veilige wijze een schip zo snel en economisch mogelijk van de ene plaats naar de andere te brengen. Vakgebieden hierbij zijn navigatie, meteorologie en oceanografie en de praktische zeevaartkunde, oftewel zeemanschap.